# Parvixerocomus
Parvixerocomus is een geslacht van schimmels behorend tot de familie Boletaceae. De typesoort is Parvixerocomus pseudoaokii.

## Soorten
Volgens Index Fungorum bevat het geslacht drie soorten (peildatum oktober 2023):
| Soortnaam                    | Auteur(s)                                      | Publicatiejaar |
| ---------------------------- | ---------------------------------------------- | -------------- |
| Parvixerocomus aokii         | (Hongo) G. Wu, N.K. Zeng & Zhu L. Yang         | 2015           |
| Parvixerocomus matheranensis | P.B. Patil, Senthil., S.K. Singh & S.A. Vaidya | 2021           |
| Parvixerocomus pseudoaokii   | G. Wu, Kuan Zhao & Zhu L. Yang                 | 2015           |